# Лунпока
 Лунпока — деревня в Усть-Куломском районе Республики Коми в составе сельского поселения Руч. 

## География
Расположена на левобережье Вычегды на расстоянии примерно 36 км по прямой от районного центра села Усть-Кулом на запад-северо-запад.  

## История
Известна была с 1859 года как выселок Южная Пока (Лун-Пока) с 6 дворами и 29 жителями. В 1892 году здесь было 47 жителей, в 1916 дворов 30 и жителей 163, в 1926 47 и 228, в 1939 269 жителей, в 1959 — 110, в 1970 — 98, 1989 — 37, в 1995 — 17.

## Население
Постоянное население  составляло 7 человек (коми 100%) в 2002 году, 0 в 2010 .